# Petrocaribe

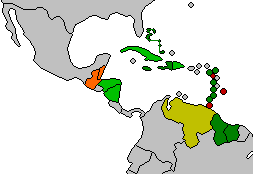
Venezuela
členské státy Petrocaribe a CARICOM
členské státy Petrocaribe, ale ne CARICOM
členské státy CARICOM, ale ne Petrocaribe

Petrocaribe (též PetroCaribe; celým názvem Dohoda o energetické spolupráci Petrocaribe, španělsky El Acuerdo de Cooperación Energética Petrocaribe) je obchodní ropná aliance mezi Venezuelou a řadou středoamerických a karibských států. Spolupráce v rámci této iniciativy spočívá v tom, že státy kupují ropu od Venezuely za výhodných podmínek. Petrocaribe založil v roce 2005 Hugo Chávez. Od založení Petrocaribe Venezuela financovala např. výstavbu rafinérií, zásobníků ropy, ropovodů v některých členských státech (Kuba, Nikaragua). Princip Petrocaribe je vyloučení veškerých prostředníků při prodeji/koupi ropy a zapojení pouze společností a organizací řízených jednotlivými vládami. Aliance zároveň koordinuje i energetickou politiku zúčastněných států, která nezahrnuje pouze ropu, ale i její deriváty – plyn, elektřinu; rozvoj energetické infrastruktury a využívání alternativních zdrojů (např. sluneční či větrná energie). Petrocaribe má vazbu na další latinskoamerickou organizaci ALBA (taktéž vzniklou z iniciativy Venezuely).

## Formy platby
Nastavený platební systém umožňuje nákup ropy za zvýhodněných podmínek, kdy se jako reference používá aktuální cena ropy za barel. Kupující stát zaplatí část ceny okamžitě (např. 95 % při ceně ropy nižší než 15 dolarů a pouze 30 % při ceně vyšší než 150 dolarů). Zbývající částku může doplatit do 1 či 3 měsíců s úrokem 2 %, nebo zvolit dlouhodobé splácení po dobu 15 (úrok 2 %), nebo 23 let (úrok 1 %). Délka splácení závisí na ceně ropy. Při ceně 40 a méně dolarů za barel se volí 15leté splácecí období, při ceně 40 a více 23leté. V obou případech je možné získat dvouletý odklad a část, nebo celou splácenou částku splatit formou dodávek zboží či služeb. Toho využívá např. Kuba, která část svého závazku splácí vysláním lékařů a učitelů, Nikaragua posílá do Venezuely maso a mléko, Dominikánská republika fazole a glukózový sirup.

## Členské státy
Následující tabulka uvádí členské státy (stav listopad 2013). Mezi státy karibského regionu chybí pouze Barbados a Trinidad a Tobago, ze Střední Ameriky pak Salvador, Kostarika a Panama.
- Antigua a Barbuda
- Bahamy
- Belize
- Dominika
- Dominikánská republika
- Grenada
- Guatemala
- Guyana
- Haiti
- Honduras
- Jamajka
- Kuba
- Nikaragua
- Svatý Kryštof a Nevis
- Svatá Lucie
- Svatý Vincenc a Grenadiny
- Surinam
- Venezuela